# آلن جویس
آلن جویس (به انگلیسی: Alan Joyce) (زاده ۳۰ ژوئن ۱۹۶۶) کارآفرین، بازرگان و مدیر ارشد اجرایی ایرلندی زاده استرالیا است، که در حال حاضر به‌عنوان مدیر عامل اجرایی شرکت کانتاس فعالیت می‌کند.